# 拉尔斯-埃里克·舍尔德
拉尔斯-埃里克·舍尔德（瑞典語：Lars-Erik Skiöld，1952年3月19日—2017年5月21日），瑞典男子摔跤运动员。他曾代表瑞典参加1976年和1980年夏季奥林匹克运动会摔跤比赛，获得一枚铜牌。